# کلی مکارتی
کلی مکارتی (انگلیسی: Kelli McCarty؛ زاده ۶ سپتامبر ۱۹۶۹) یک بازیگر و مانکن اهل ایالات متحده آمریکا است.

## حرفه
او در سال ۱۹۹۱ در مسابقات مسابقه ملکه زیبایی ایالات متحده شرکت کرد و برنده شد.